# Leichtathletik-Weltmeisterschaften 2019/Teilnehmer (Kroatien)
| Gelbes Symbol für Goldmedaillen mit stilisierten Olympischen Ringen | Graues Symbol für Silbermedaillen mit stilisierten Olympischen Ringen | Braundes Symbol für Bronzemedaillen mit stilisierten Olympischen Ringen |
| ------------------------------------------------------------------- | --------------------------------------------------------------------- | ----------------------------------------------------------------------- |
| —                                                                   | —                                                                     | 1                                                                       |

Der Leichtathletikverband von Kroatien will an den Leichtathletik-Weltmeisterschaften 2019 in Doha teilnehmen. Neun Athletinnen und Athleten wurden vom kroatischen Verband nominiert.

## Ergebnisse

### Frauen

#### Laufdisziplinen
| Athletin            | Disziplin   | Vorlauf | Vorlauf | Halbfinale | Halbfinale | Finale | Finale |
| Athletin            | Disziplin   | Zeit    | Platz   | Zeit       | Platz      | Zeit   | Platz  |
| ------------------- | ----------- | ------- | ------- | ---------- | ---------- | ------ | ------ |
| Bojana Bjeljac      | Marathon    |         |         |            |            | DNF    | DNF    |
| Matea Parlov Koštro | Marathon    |         |         |            |            | DNF    | DNF    |
| Nikolina Šustić     | Marathon    |         |         |            |            | DNS    | DNS    |
| Ivana Renić         | 50 km Gehen |         |         |            |            | DNF    | DNF    |

#### Sprung/Wurf
| Athletin        | Disziplin  | Qualifikation | Qualifikation | Finale     | Finale |
| Athletin        | Disziplin  | Weite/Höhe    | Platz         | Weite/Höhe | Platz  |
| --------------- | ---------- | ------------- | ------------- | ---------- | ------ |
| Ana Šimić       | Hochsprung | 1,92 m        | 12            | 1,93 m     | 7      |
| Sandra Perković | Diskuswurf | 65,20 m       | 03            | 66,72 m    | Bronze |
| Marija Tolj     | Diskuswurf | NM            | NM            | –          | –      |
| Sara Kolak      | Speerwurf  | 60,99 m       | 11            | 62,28 m    | 7      |

### Männer

#### Sprung/Wurf
| Athlet           | Disziplin   | Qualifikation | Qualifikation | Finale     | Finale |
| Athlet           | Disziplin   | Weite/Höhe    | Platz         | Weite/Höhe | Platz  |
| ---------------- | ----------- | ------------- | ------------- | ---------- | ------ |
| Filip Mihaljević | Kugelstoßen | 21,00 m       | 9             | 20,48 m    | 11     |